# 2019년 동남아시아 경기 대회
2019년 동남아시아 경기 대회는 2019년 11월 30일부터 12월 11일까지 필리핀에서 개최된 동남아시아 경기 대회이다. 마닐라를 비롯한 여러 도시에서 개최되었다.

## 메달 집계
| 순위 | 국가       | 금메달 | 은메달 | 동메달 | 합계 |
| ---- | ---------- | ------ | ------ | ------ | ---- |
| 1    | 필리핀     | 149    | 117    | 121    | 387  |
| 2    | 베트남     | 98     | 85     | 105    | 288  |
| 3    | 태국       | 92     | 103    | 123    | 318  |
| 4    | 인도네시아 | 72     | 84     | 111    | 267  |
| 5    | 말레이시아 | 55     | 58     | 71     | 184  |
| 6    | 싱가포르   | 53     | 46     | 68     | 167  |
| 7    | 미얀마     | 4      | 18     | 51     | 73   |
| 8    | 캄보디아   | 4      | 6      | 36     | 46   |
| 9    | 브루나이   | 2      | 5      | 6      | 13   |
| 10   | 라오스     | 1      | 5      | 28     | 34   |
| 11   | 동티모르   | 0      | 1      | 5      | 6    |